# U-849
U-849 — большая океанская немецкая подводная лодка типа IXD2 времён Второй мировой войны. Заказ на постройку субмарины был отдан 20 января 1941 года. Лодка была заложена 20 января 1942 года на верфи компании АГ Везер в Бремене под строительным номером 1055, спущена на воду 31 октября 1942 года, вошла в строй 11 марта 1943 года под командованием капитан-лейтенанта Хайнца Отто Шульце.

## Флотилии
- 11 марта 1943 года — 30 сентября 1943 года 4-я флотилия (учебная)
- 1 октября 1943 года — 25 ноября 1943 года 12-я флотилия

## Боевая служба
Лодка совершила один боевой поход, успехов не достигла.
Потоплена 25 ноября 1943 года в Южной Атлантике к западу от лимана Конго, в районе с координатами 06°30′ ю. ш. 05°40′ з. д., глубинными бомбами с американского самолёта типа «Либерейтор». Все 63 члена экипажа погибли.